# Heubisch
Heubisch ist ein Ortsteil der Gemeinde Föritztal im südthüringischen Landkreis Sonneberg.

## Geographie
Heubisch liegt im Südwesten des Gemeindegebiets direkt an der thüringisch-bayerischen Landesgrenze und somit in unmittelbarer Nähe zum „Grünen Band“.
Nächstgelegener Berg ist der Muppberg mit einer Höhe von 516 m. Der Ort wird von der Steinach durchflossen. Auch der Europa-Radweg Eiserner Vorhang verläuft durch den Ort.

## Geschichte
Die erste urkundliche Erwähnung von Heubisch ist in einer Urkunde aus dem Jahr 1162 zu finden, in der das Kloster Banz seinen damaligen Besitz (historischer Name: Hiwisch) zurückbekommen hat.
1920 bekam Heubisch mit der Steinachtalbahn einen Anschluss an das Eisenbahnnetz. Im Juli 1945 wurde der Betrieb auf dem Streckenabschnitt zwischen Fürth am Berg und Neustadt-Süd eingestellt.
Zu DDR-Zeiten lag Heubisch im Sperrgebiet der innerdeutschen Grenze. Im Zug der „Aktion Ungeziefer“ wurden 1952 zwölf Familien aus Heubisch von den DDR-Behörden zwangsumgesiedelt.
Nach der Wiedervereinigung kaufte der Bund für Umwelt und Naturschutz Deutschland einige Flurstücke im ehemaligen Grenzstreifen bei Heubisch an, um der dort lebenden Fauna (Wasseramsel, Eisvogel) nachhaltigen Schutz zu bieten. Hier befindet sich jetzt das Naturschutzgebiet Müßholz.
1994 wurde Heubisch nach Föritz eingemeindet.
Seit 2002 bekommt Heubisch durch das Wohnbaugebiet „Ackerstraße“ weiter Zuwachs. Ende Januar 2002 wurde bei einem Hochwasser der Steinach die denkmalgeschützte Sandsteinbogenbrücke, die 1819 mit drei Bögen errichtet worden war, stark beschädigt und musste im selben Jahr abgerissen werden. Im Januar 2009 wurde die neue Brücke – nun mit einer Öffnung – fertiggestellt. Dabei wurden zwei alte Sandsteine zu dekorativen Zwecken wiederverwendet.
Der Gemeinderat von Föritz hat 2016 beschlossen, sich mit den Gemeinden Judenbach und Neuhaus-Schierschnitz vereinigen zu wollen.
Am 6. Juli 2018 fusionierten schließlich Föritz, Judenbach und Neuhaus-Schierschnitz zur Gemeinde Föritztal.

## In Heubisch geborene Persönlichkeiten
- Johann Nicol Wittmann (* 20. Mai 1866; † 20. März 1934), Missionar, der von 1898 bis 1915 als Pädagoge und Leiter eines Leprahospitals in Indien wirkte.
- Wilhelm Truckenbrodt (* 17. Juni 1890; † 14. August 1960), Flugkapitän. Er gründete am 1. Juni 1922 die erste Bodensee-Luftverkehrsgesellschaft (BLV) Willy Truckenbrodt & Co. - Wasserflugbetrieb.
- Ingolf Schelhorn (* 6. Mai 1934; † 2014), Maler und Grafiker.

## Vereinsleben
In Heubisch gibt es eine Freiwillige Feuerwehr und den Sportverein Blau-Weiß. Die erste Fußballmannschaft des SV Blau-Weiß spielt derzeit in der Kreisoberliga Südthüringen.
Der Verein „Sandsteinbrücke Heubisch“ hat sich am 21. Oktober 2016 gegründet und hat sich dem Wiederaufbau der historischen Sandsteinbrücke und weiteren ortsgebundenen Projekten gewidmet.

## Soziales
Die Kindertagesstätte „Schnatterschnabel“ verfügt über 70 Plätze und nimmt Kinder ab dem ersten Lebensjahr auf.

## Dialekt
In Heubisch wird Itzgründisch, ein mainfränkischer Dialekt, gesprochen.